# عملية ماسيوين
عملية ماسيوين هي عملية جراحية لعلاج الفتق الأُربي،  وتطورت هذه العملية على يد الجراح الأسكتلندي السير ويليام ماسيوين (1864 - 1924).
ويتم إجراء هذه العملية عن طريق إغلاق الحلقة الداخلية بلبادة مصنوعة من كيس الفتق.